# 三枝富博
三枝 富博（さえぐさ とみひろ、1949年12月15日 - ）は、日本の実業家。イトーヨーカ堂代表取締役社長、日本チェーンストア協会会長。

## 略歴
- 1949年、神奈川県出身。
- 1968年、神奈川県立相模原高等学校卒業[2]。
- 1973年、明治大学法学部卒業。大和証券入社。
- 1976年、イトーヨーカ堂に中途入社。
- 1996年、イトーヨーカ堂中国初出店のプロジェクトメンバーとして中国室に異動。
- 1997年、中国 1 号店となる成都イトーヨーカ堂に出向。総経理、董事長などを歴任。
- 2011年、イトーヨーカ堂執行役員 中国室長。
- 2013年、同社常務執行役員 中国室長。
- 2016年、同社常務執行役員 中国事業部長。
- 2017年、同社 代表取締役社長 就任[3]。
- 2022年、同社 取締役会長 就任[4]。 日本チェーンストア協会 会長 就任。食品産業功労賞 受賞[5]。

## 人物・エピソード
2008年に、中国国務省より流通分野の改革開放に貢献した功労者30に、唯一の外国人として選出された。2012年、日本人として初めて中国チェーンストアー協会理事に就任。また、“中国で4万人を束ねる小売のプロ”として、『プロフェッショナル 仕事の流儀』（NHK番組）に出演した。